# موراي تايلور
موراي تايلور (بالإنجليزية: Murray Taylor)‏ هو لاعب اتحاد الرغبي نيوزيلندي، ولد في 25 أغسطس 1956 في هاميلتون في نيوزيلندا.

## وصلات خارجية
- موراي تايلور عل موقع إسبنسكروم (الإنجليزية)